# Polysyncraton krylatkae
Polysyncraton krylatkae är en sjöpungsart som beskrevs av Romanov 1974. Polysyncraton krylatkae ingår i släktet Polysyncraton och familjen Didemnidae. Inga underarter finns listade i Catalogue of Life.